# 玉佛宫
玉佛宫，也称玉佛宫博物馆，位于天津市宝坻区京津新城珠江大道8号，是一家由政府主导的公益性博物馆，以展示历代玉石藏品为主。玉佛宫建筑面积4.8万平方米，主馆建筑面积3.3万平方米，对外展示面积达1.7万平方米，开放展厅11个，首批对外展示不同风格的佛教艺术珍品共计300余件，每半年更换一次展品。2010年10月23日，玉佛宫作为天津市45个旅游重大项目之一在宝坻区京津新城正式开馆。

## 背景
玉石藏品是由云南的杨昶教授提供，他将祖上花费近四代时间收集的两万余件玉石珍品贡献，出来供世人观赏。起初曾拟在云南兴建博物馆未果，后得到中共前领导人李瑞环的首肯，并决定在天津市宝坻区兴建博物馆。中国前政协主席李瑞环曾亲自负责玉佛宫藏品由云南至天津的运输、保管和建筑的形式。最终，玉佛宫建筑形式确定为纯白色石材搭配黄色琉璃瓦，与中正纪念堂相似，具体建筑方案在数度更改后最终由洲联集团·五合国际的总设计师刘力博士设计。

## 藏品
玉佛宫，以玉石为主要藏品。共收藏了包括良渚文化玉器、红山文化玉器、夏商周时代玉器、春秋战国玉器等直至明清时代玉器在内的藏品总计2万余件，且藏品中多以历代皇家御用佛教祭祀用品为主。玉石以外的藏品，还包括盛唐时期的和田墨玉彩绘鎏金壁画、汉代玉雕佛像、南北朝至隋唐时期的彩绘鎏金佛像、绿松石佛像、红白珊瑚佛像，唐代贞观、咸通年间的金银佛像等珍贵佛教文物。